# Духовный, Леонид Самойлович
Леони́д Само́йлович Духо́вный (18 июля 1938, Киев, Украинская ССР, СССР — 4 мая 2022, Сан-Франциско, США) — советский и американский поэт, музыкант, бард, композитор. Писал песни на свои стихи и на стихи других поэтов. Всего написал порядка 200 песен.

## Биография
Родился 18 июля 1938 года в Киеве.
Учился, творил и защищал диссертацию в Москве (МИСИ, ВЗИСИ). Затем работал в НИИ ВПТИ «Стройдормаш» в Киеве, руководил отделом, который разрабатывал первую в мире линию непрерывного производства сварных витражных стеклопакетов.
Окончил спецкурсы по авторской песне (режиссура) при Министерстве культуры СССР. Первая песня (парафраз) была написана в 1952—1953 году. «Подол („Но без Подола Киев невозможен“)» — в 1959 году во время службы в армии. Один из организаторов 1-го киевского КСП «Костер» (руководил им с 1973 по 1992 год), один из семи координаторов «Союза КСП» (1979-86) — 1-го неформального объединения КСП СССР. Координировал регион Украина-Молдавия. Известный культуролог мирового движения КСП. Лауреат фестивалей авторской песни (в частности Грушинского-76), член жюри региональных, союзных и международных фестивалей.
КГБ обвинял Духовного в организации несанкционированных собраний молодежи, неформальных концертов, исполнении «идеологически неправильных песен». 28 мая 1985 года в киевской газете «Молодая Гвардия» появилась статья «Барды» с подзаголовком «Кто они такие? Певцы? Музыканты? Или ремесленники от музыки?», в которой Леонид Духовный фактически назывался американским агентом. После этого Духовного пригласили на «беседу» к председателю КГБ УССР Н. Голушко. Сотрудники КГБ угрожали друзьям и коллегам Духовного, прослушивали его телефон, ежемесячно проводили с Духовным «профилактические беседы».
С 14 сентября 1992 года жил в Сан-Франциско, США и уже 19 октября 1992 года организовал Клуб стихотворной песни (КСП) «Полуостров», которым руководил до своей смерти. В рамках 2-го Открытого всеамериканского фестиваля «Полуостров-96» совместно с Б. Гольштейном, провел учредительное собрание объединения «Арка» (Ассоциация русскоязычных клубов и авторов стихотворной песни USA), где был избран и. о. президента.
Автор ряда статей и теоретических разработок по проблемам и истории авторской песни. Читал лекции в университетах (в частности — в Кемеровском, СССР и Стэнфордском, Калифорния, США). Песни, статьи и стихи печатались в сборниках, буклетах, журнальных подборках, периодике. В 1998 году вышел компакт-диск с 20 песнями, в 1999 году — аудиокассета. На многие песни оформлены авторские права. Были случаи, когда авторство восстанавливал по суду.
Погиб на 84-м году жизни 4 мая 2022 года в результате пожара в городе Маунтин-Вью).